# سابين بيترز
سابين بيترز (بالألمانية: Sabine Peters)‏ (و. 1912 – 1982 م) هي ممثلة، من ألمانيا، ولدت في برلين، توفيت في ميونخ، عن عمر يناهز 70 عاماً.

## وصلات خارجية
- سابين بيترز على موقع IMDb (الإنجليزية)
- سابين بيترز على موقع ألو سيني (الفرنسية)
- سابين بيترز على موقع أول موفي (الإنجليزية)
- سابين بيترز على موقع قاعدة بيانات الأفلام السويدية (السويدية)
- سابين بيترز على موقع قاعدة بيانات الفيلم (الإنجليزية)
- سابين بيترز على موقع كينوبويسك (الروسية)